# The Bang Bang Club (film)
The Bang Bang Club is een film uit 2010 van Steven Silver.

## Verhaallijn
De film vertelt de waargebeurde ervaringen van vier bevriende fotografen in Zuid-Afrika gedurende de Apartheid. Greg Marinovich, Kevin Carter, Ken Oosterbroek en João Silva. 

## Rolverdeling
- Ryan Phillippe als fotograaf Greg Marinovich
- Taylor Kitsch als fotograaf Kevin Carter
- Frank Rautenbach als fotograaf Ken Oosterbroek
- Neels Van Jaarsveld als fotograaf João Silva
- Malin Akerman als Robin Comley
- Nina Milner als Samantha
- Patrick Lyster als Jim, fotograaf James Nachtwey
- Jessica Haines als Allie
- Russel Savadier als Ronald Graham
- Kgosi Mongake als Patrick
- Patrick Shai als Pegleg
- Craig Palm als Amir
- Nick Boraine als Colin
- Vusi Kunene als Petrus Maseko
- Greg Melvill-Smith als Jacques Hugo
- Fiona Ramsey als  Margy
- Ashley Mulheron als Roxy
- Eloiise Horjus als Sheila
- Mtunzi Mtoyi als Steven